# Ioánnis Theodorópoulos
Ioánnis Theodorópoulos (en grec moderne : Ιωάννης Θεοδωρόπουλος) est un ancien athlète grec, médaillé olympique de bronze lors des Jeux olympiques d'été de 1896 à Athènes. 
Ioánnis Theodorópoulos dispute l'épreuve du saut à la perche, terminant troisième avec une meilleure saut de 2,60 mètres et il sera crédité de la médaille de bronze selon le classement postérieur établi par le Comité international olympique. En effet, en 1896, les troisièmes ne reçoivent aucune distinction. Il termine à égalité avec son compatriote Ioánnis Persákis.

## Palmarès

### Jeux olympiques d'été
- Jeux olympiques d'été de 1896 à Athènes
  -  Médaille de bronze du saut à la perche.